# Carl Stephan (Chronist)

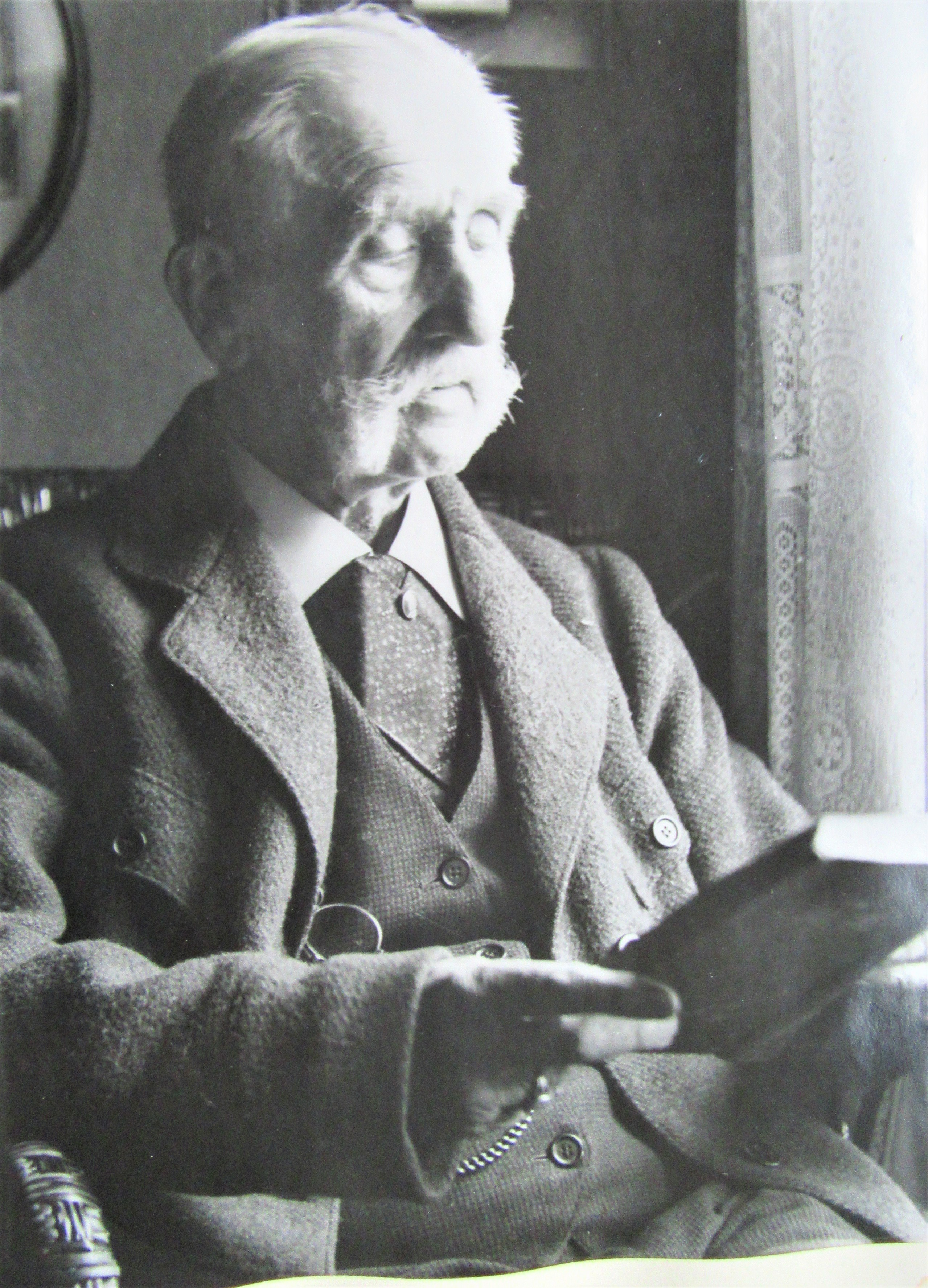
Carl Stephan (um 1925)

Carl Friedrich Stephan (* 24. Dezember 1837 in Laucha an der Unstrut; † 24. April 1927 ebenda) war Chronist der Stadt Laucha.

## Leben
Carl Friedrich Stephan war der Sohn von Benjamin Friedrich Stephan (* 16. April 1809; † 31. März 1890) und Emilie Liberta Scharf (* 17. Dezember 1814; † 8. April 1881). Er wurde in Laucha an der Unstrut im Haus Nr. 159 (heutige Herrenstraße 6) geboren.
Er erlernte das Handwerk des Uhrmachers und heiratete am 16. April 1863 seine erste Ehefrau Johanna Auguste Taube, die nach Geburt ihrer Zwillingstöchter kurz nach ihren Kindern (Marie Anna & Anna Marie 24. April 1865 – 19. und 21. Juni 1865) am 10. Juli 1865 zu ihrem 26. Geburtstag am Kindbettfieber starb. Nach Ablauf des Trauerjahres heiratete er die Schwester seiner ersten Frau Johanna Maria Taube, die ihm sieben Kinder schenkte, von denen vier das Erwachsenenalter erreichten.
Carl Stephan war einer der ersten, neueren Chronisten der Stadt Laucha und ist bis heute auch Ehrenbürger. In vielen Stunden emsiger Arbeit trug er als ehrenamtlicher Stadtarchivar alles zusammen, was er zur Stadtgeschichte finden konnte, und begründete damit den Grundstock der heutigen handschriftlichen Stadtchronik. Viele mündlich überlieferte Begebenheiten hielt er schriftlich fest und machte sich so um das geschichtliche Erbe der Stadt verdient. Auch veröffentlichte er einige Aufsätze, in denen er das Schicksal seiner Heimatstadt und dessen Bewohner schilderte.

## Ehrungen
Die Stadt Laucha benannte zu seinem Gedenken eine Straße nach ihm und verlieh ihm die Ehrenbürgerwürde.

## Werke
- Aus Lauchas Vergangenheit. In: Heimatkalender für den Kreis Querfurt … [weitere Daten unbekannt]
- Der Bergrutsch bei Dorndorf 1651, nach älteren Quellen nacherzählt von C. Stephan 1922.
- Fr. Welsch: Laucha zur Zeit des 30jährigen Krieges nach archivalischen Quellen, dargestellt von Carl Stephan. Laucha (Unstrut): Heise, 1932.